# چانکو
چانکو (به لاتین: Chanko village) یک منطقهٔ مسکونی در روسیه است که در داغستان واقع شده‌است. چانکو ۴۸۸ نفر جمعیت دارد.